# Monsonia
Monsonia (Monsonia L.) – rodzaj roślin należący do rodziny bodziszkowatych. Obejmuje ok. 25 gatunków roślin występujących z największym zróżnicowaniem w południowej Afryce, poza tym na Madagaskarze i w południowo-zachodniej Azji (na wschodzie sięgając po północno-zachodnie Indie).

## Morfologia
Rośliny jednoroczne i byliny z liśćmi ząbkowanymi lub podzielonymi. Kwiaty liczne, zebrane w baldachy lub pojedyncze. Pięciokrotne, z zachodzącymi na siebie działkami kielicha i płatkami korony. Pręcików jest 15 i wszystkie są płodne. Zalążnia górna powstaje z 5 owocolistków i zwieńczona jest 5-łatkowym znamieniem. Owocem jest rozłupnia z 5 rozłupkami. Każda z rozłupek posiada długą ość.

## Systematyka
Pozycja systematyczna według Angiosperm Phylogeny Website (aktualizowany system APG III z 2009)
Rodzaj z rodziny bodziszkowatych z rzędu bodziszkowców, należących do kladu różowych w obrębie okrytonasiennych. W obrębie rodziny klasyfikowany do podrodziny Geranioideae Arnott. Klasyfikacja rodzaju jest niejasna – uznawany jest za takson parafiletyczny. Tworzy prawdopodobnie takson monofiletyczny po scaleniu z przedstawicielami rodzaju Sarcocaulon (DC.) Sweet (w takim ujęciu rodzaj obejmuje ok. 40 gatunków). Stanowi grupę siostrzaną dla rodzajów bodziszek (Geranium) i iglica (Erodium).
Wykaz gatunków
- Monsonia angustifolia E. Mey. ex A. Rich.
- Monsonia attenuata Harv.
- Monsonia brevirostrata R. Knuth
- Monsonia burkeana Planch. ex Harv.
- Monsonia deserticola Dinter Ex Knuth
- Monsonia drudeana Schinz
- Monsonia emarginata L'Hér.
- Monsonia galpinii Schltr. Ex Knuth
- Monsonia glauca R. Knuth
- Monsonia grandifolia R. Knuth
- Monsonia heliotropoides Boiss.
- Monsonia ignorata Merxm. & A. Schreib.
- Monsonia lanuginosa R. Knuth
- Monsonia longipes R. Knuth
- Monsonia luederitziana Focke & Schinz
- Monsonia natalensis R. Knuth
- Monsonia nivea (Decne.) Webb
- Monsonia parvifolia Schinz
- Monsonia praemorsa E. Mey. Ex Knuth
- Monsonia senegalensis Guill. & Perr.
- Monsonia speciosa L.
- Monsonia transvaalensis R. Knuth
- Monsonia trilobata Kers
- Monsonia umbellata Harv.